# Чемпионат СССР по самбо 1973
27-й чемпионат СССР по самбо проходил в Майкопе с 26 февраля по 4 марта 1973 года. В соревнованиях участвовало 272 спортсмена.

## Медалисты
| Весовая категория              | Золото                                      | Серебро                                           | Бронза                                                                                    |
| ------------------------------ | ------------------------------------------- | ------------------------------------------------- | ----------------------------------------------------------------------------------------- |
| Наилегчайший вес (до 58 кг)    | Геннадий Бирюков «Динамо» (Липецк)          | Михаил Юнак «Динамо» (Львов)                      | Владимир Кюллёнен Вооружённые Силы (Ленинград) Нариман Сулейманов Вооружённые Силы (Киев) |
| Легчайший вес (до 62 кг)       | Николай Козицкий Вооружённые Силы (Киев)    | Евгений Подолякин «Динамо» (Донецк)               | Зяки Умяров «Труд» (Горловка) Евгений Ашинов «Урожай» (Майкоп)                            |
| Полулёгкий вес (до 66 кг)      | Константин Герасимов «Динамо» (Саратов)     | Анатолий Рассадкин «Труд» (Москва)                | Валерий Лузин «Динамо» (Пермь) Д. Хорбаладзе «Буревестник» (Гори)                         |
| Лёгкий вес (до 70 кг)          | Давид Рудман «Динамо» (Москва)              | В. Никулин Вооружённые Силы (Ленинград)           | В. Кароев «Динамо» (Орджоникидзе) Михаил Елатомцев «Динамо» (Челябинск)                   |
| 1-й полусредний вес (до 75 кг) | Юрий Курицын «Динамо» (Каунас)              | Ю. Герасимов «Труд» (Ленинград)                   | Александр Фёдоров «Труд» (Свердловск) Виктор Безруков «Труд» (Красноярск)                 |
| 2-й полусредний вес (до 80 кг) | Рамаз Харшиладзе Вооружённые Силы (Тбилиси) | Эдуард Агафонов «Динамо» (Красноярск)             | Чесловас Езерскас Вооружённые Силы (Каунас) Славик Кудзиев «Локомотив» (Челябинск)        |
| 1-й средний вес (до 86 кг)     | Анатолий Бондаренко Вооружённые Силы (Киев) | А. Трофимов Вооружённые Силы (Московская область) | Валерий Кардаполов Вооружённые Силы (Минск) Кирилл Романовский «Труд» (Москва)            |
| 2-й средний вес (до 93 кг)     | Саидмумин Рахимов «Хосилот» (Душанбе)       | И. Каюмов «Динамо» (Куйбышев)                     | Геннадий Малёнкин «Труд» (Владимир) Валентин Глухов «Урожай» (Новосибирск)                |
| Полутяжёлый вес (до 100 кг)    | Николай Данилов «Динамо» (Омск)             | Пётр Лубинец Вооружённые Силы (Кишинёв)           | Г. Андрюхин «Динамо» (Омск) Пётр Антонов Вооружённые Силы (Свердловск)                    |
| Тяжёлый вес (свыше 100 кг)     | Владимир Саунин Вооружённые Силы (Киев)     | Г. Танделов «Буревестник» (Гори)                  | Валентин Гуцу «Динамо» (Кишинёв) А. Жуков «Буревестник» (Минск)                           |

## Командный зачёт

### Среди регионов
1. РСФСР;
2. Украинская ССР;
3. Москва.

### Среди обществ
1. «Динамо»;
2. Советская Армия;
3. ВС ДСО профсоюзов.